# Nicole Brossard

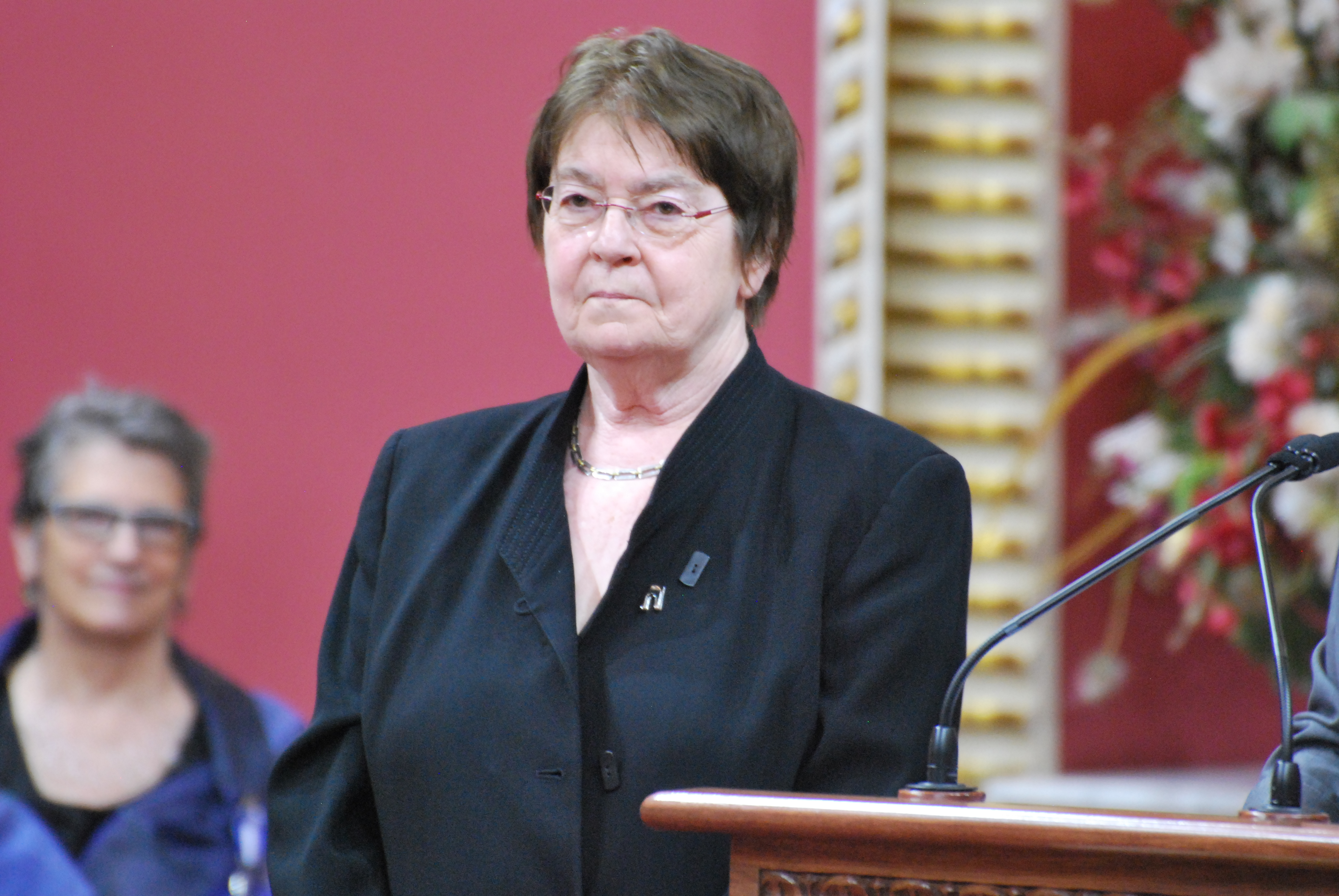
Nicole Brossard 2013

Nicole Brossard (* 27. November 1943 in Montréal) ist eine frankophone kanadische Schriftstellerin, Essayistin, Herausgeberin und Regisseurin. Ihre experimentellen Lyrikbände und Romane wurden mehrfach prämiert, u. a. mit zwei Governor General’s Awards for Poetry. Brossard gilt als eine wichtige „Theoretikerin und Wegbereiterin des literarischen und kulturellen Feminismus“.

## Leben und Schaffen
Brossard wurde am 27. November 1943 als Tochter von Marguerite Matte und Guillaume Brossard in Montréal geboren. Ihr Literaturstudium an der Université de Montréal schloss sie 1968 ab; 1971 beendete sie ihr Studium der Erziehungswissenschaft an der Université du Québec à Montréal. Sie lehrte zwei Jahre an der Regina Mundi School in Saint-Laurent.:159
1965 debütierte sie mit dem Gedichtband Aube à la saison. Im selben Jahr gründete sie mit Marcel Saint-Pierre, Roger Soublière und Jan Stafford das Literaturmagazin La Barre du Jour, das sich von national inspirierter Poesie absetzte und Artikel u. a. über Formalismus brachte. Das Magazin war maßgeblich an der Erneuerung der Literatur in Québec beteiligt. Neben ihrer redaktionellen Arbeit verfasste Brossard weiterhin eigene literarische Texte. Ihr Lyrikband Mécanique jongleuse suivi de masculin grammaticale wurde 1974 mit dem Governor General’s Award for Poetry ausgezeichnet.
1975 verließ Brossard das Magazin La Barre du Jour. In diesem Jahr arbeitete sie u. a. im Organisationskomitee für das Internationale Schriftstellertreffen in Québec, 1975 (Thema: Frauen und Schreiben). 1975–1976 drehte sie mit Luce Guilbeault und Margaret Wescott den Dokumentarfilm Quelques féministes américaines (Some American Feminists, 1978). Sie schrieb mit sechs weiteren Autorinnen das Theaterstück La nef des sorcières (1976),:160 dessen Aufführung als Schlüsselereignis im Aufkommen des militanten feministischen Theaters der 1970er und 1980er gilt. Zudem war Brossard eine der Gründerinnen des feministischen Journals Les têtes de pioches (1976–79). Mit Andrée Yanacopoulo leitete sie die Reihe Délire des Parti Pris Verlags.
1977 war sie Mitbegründerin des Schriftstellerverbandes Union des écrivaines et écrivains québécois (UNEQ). Im selben Jahr kehrte sie zu La Barre du Jour zurück und war an der Umgestaltung des Magazins beteiligt; fortan hieß es La Nouvelle Barre du jour und widmete sich angewandter Literaturtheorie, Feminismus und Fiktion. 1979 verließ Brossard die Redaktion abermals und gab die Anthologie The Story so Far: Les Strategies du reel heraus. 1982 gründete sie den Verlag L'Intégrale éditrice. 1983–1985 war sie die Vizepräsidentin der UNEQ.:161 Ihr Lyrikband Double impression wurde 1984 mit dem Governor General’s Award for Poetry ausgezeichnet. 1991 gab sie mit Lisette Girouard die „unentbehrliche“ Anthologie de la poesie des femmes au Quebec heraus.
1994 wurde Brossard in die Académie des lettres du Québec aufgenommen. 2010 wurde sie zum Officier de l’Ordre du Canada (O.C.) ernannt.

## Stil und Sujets
Brossards Schreiben wird von Kritikern als „avantgardistisch“ und „komplex“, als „formalistisch“, „experimentell“ oder „im Schwellenbereich zwischen Modernismus und Postmoderne“ eingeordnet. Ihre Werke sind provokativ, politisch engagiert, feministisch. Sie zeigen Frauen als Subjekte der Sprache, als Subjekte in Widersprüchen. In der Darstellung ihrer Charaktere bricht Brossard mit gängigen literarischen Konventionen. Oft lenkt sie die Aufmerksamkeit auf den Schreibprozess. Ihre von Andeutungen und Ellipsen geprägten Texte setzen auf aktive Leser. Einige ihrer Texte bezeichnet Brossard selbst als „fiction-theory“, d. h. Vorwand zur Reflexion über (und Intervention in) Erzählerstrukturen, die Wirklichkeit simulieren.:159 Klaus-Dieter Ertler attestiert ihren Arbeiten der 1960er-1970er Jahre eine „militante feministische Sprache“; das Centre de documentation virtuel sur la littérature québécoise bezeichnet ihre Schreibweise „fließend“ und „sinnlich“; Pierre Nepveu beschreibt ihre Gedichtbände Suite logique und Le Centre blanc als „abstrakt“ und „anti-lyrisch“, doch für junge kanadische Lyriker prägend.

## Werke (Auswahl)
Lyrik
- Aube à la saison. Trois: A.G.E.U.M., 1965
- Mordre en sa chair. Montréal: Esterel, 1966.
- L'écho bouge beau. Montréal: Esterel, 1968.
- Suite logique. Montréal: Hexagone, 1970.
- Le centre blanc. Montréal: Orphee, 1970.
- Mecanique jongleuse. Paris: Generation, 1973.
- Mécanique jongleuse suivi de masculin grammaticale. Montreal: Hexagone, 1974.
- La partie pour le tout. Montréal: L'Aurore, 1975.
- Amantes. Montréal: Quinze, 1980
- Double Impression: Poemes et textes 1967–1984. Montréal: Hexagone 1985.
- L'Aviva. Montreal: NBJ, 1985.
- Domaine d'ecriture. Montreal: NJB, 1985.
- Sous la langue/Under the Tongue. Montreal: L'Essentielle, 1987 (übersetzt von Susanne de Lotbimier-Harwood).
- Installations – avec et sans pronoms. Trois-Rivières: Écrits des Forges, 1989.
- Langues obscures: poesie. Montreal: Hexagone, 1992.
- La Nuit Verte du Parc Labyrinthe. Laval: Trois, 1992.
- Vertige de l'avant-scène. Trois-Rivières: Écrits des Forges 1997.
- typhon dru – et la matière harmonieuse manoeuvre encore. Londres: Reality Press, 1997.
- Au présent des veines. Trois-Rivières: Écrits des Forges, 1999.
- Musée de l'os et de l'eau. Saint-Hippolyte: Éditions du Noroît, Résonance, 1999.
- Cahier de roses & de civilisation. Trois-Rivières: Éditions d'art Le Sabord, 2003.
- Camino a Trieste – Je m'en vais à Trieste. Trois-Rivières: Écrits des Forges, 2005.
- Après les mots. Trois-Rivières: Écrits des Forges, 2007.
- Ardeur. Echternach: Editions Phi, 2008.
- Lointaines. Paris: Éditions Caractères, 2010.
- Piano blanc. Montréal: Éditions de l’Hexagone, 2011.

Lyrikbände mit Daphne Marlatt
- Mauve, Montréal: NJB, 1985.
- Character/Jeu de lettres. Montréal: NBJ, 1986
- A tout regard. Montréal: BQ 1989

Prosa
- Un livre. Montréal: Editions du jour, 1970
- Sold-out: Etreinte/illustration. Montréal: Jour, 1973
- French Kiss: Etreinte/exploration. Montréal: Jour, 1974
- L'Amer, ou, Le Chapitre effrite: Fiction theorique. Quinze, Montréal 1977
  - Übers., Auszug: Das Symbol durchkreuzen, in: "Von nun an nannten sie sich Mütter." Lesben und Kinder. Hg. Uli Streib-Brzič. Orlanda, Berlin 1991, S. 94–102
- Le Sens apparent. Paris: Flammarion, 1980
- Picture Theory. Montréal: Nouvelle Optique, 1982
- Le Desert mauve. Hexagone, Montreal 1987
  - Übers. Traude Bührmann: Die malvenfarbene Wüste. Roman. Frauenoffensive, München 1989, ISBN 978-3-88104-189-8
- La Lettre aerienne (essays), Editions Remue-Menage, 1985
- Baroque d'aube. Montréal: L'Hexagone, 1995
- Hier. Montréal: Mains libres, 2001
- La capture du sombre. Montréal: Leméac, 2007

Hörspiele
- Narrateur et personnages. Ursendung durch Radio-Canada, 1971
- Une Impression de fiction dans le retroviseur. Ursendung durch Radio Canada, 1978
- Journal intime; ou, Voila donc un manuscrit. Ursendung durch Radio Canada, 1983
- La Falaise. Ursendung durch Radio Canada, 1985

Essay
- She would be the first sentence of my new novel - Elle serait la premiere phrase de mon prochain roman. The Mercury Press, Toronto 1998

Film
- Quelques féministes américaines. 1978

## Würdigungen
- 1974 Governor General’s Award for Poetry für Mécanique jongleuse suivi de masculin grammaticale
- 1984 Governor General’s Award for Poetry für Double impression
- 1989 Le Grand Prix de Poesie de la Foundation les Forges für Installations et À tout regard
- 1991 Le Prix Athanase-David für ihr Lebenswerk
- 1991 The Harbourfront Festival Prize
- 1991 Ehrendoktorwürde der University of Western Ontario
- 1994 Aufnahme in die Académie des Lettres du Québec
- 1997 Ehrendoktorwürde der Université de Sherbrooke
- 1999 Grand Prix du Festival international de la poésie de Trois-Rivières für Au présent des veines und Musée de l'os et de l'eau
- 2001 Aufnahme in die Académie mondiale de la poésie
- 2002 Prix de la Société des écrivains canadiens für Hier
- 2003 W. O. Mitchell Award
- 2003 Stipendium des Conseil des arts et des lettres du Québec
- 2006 Molson Prize
- 2010 Ernennung zum Officier de l’Ordre du Canada